# The Open Championship 1993
De 122e editie van het Brits Open werd van donderdag 15 - zondag 18 juli 1993 gespeeld op de Royal St George's Golf Club in Engeland.
Er deden tien voormalige winnaars mee: Ian Baker-Finch (1991), Seve Ballesteros (1979, 1984, 1988), Mark Calcavecchia (1989), Nick Faldo (1987) en Greg Norman (1986)  haalden de cut, Tony Jacklin (1969), Sandy Lyle (1985), Jack Nicklaus (1966, 1970, 1978), Gary Player (1959, 1968, 1974), Tom Watson (1975, 1977, 1980, 1982, 1983)  kwalificeerden zich niet voor het weekend.
Na de eerste ronde deelden Mark Calcavecchia, Greg Norman, Peter Senior en Fuzzy Zoeller de leiding met een score van 66, terwijl tien spelers waren binnengekomen met een score van 67, waaronder Bernhard Langer, die net de Masters had gewonnen.

Nick Faldo maakte in ronde 2 een score van 63 maakte en stond daarmee aan de leiding. 
Na ronde 3 werd de leiding gedeeld door Faldo en Corey Pavin, terwijl Greg Norman en Bernhard Langer de derde plaats deelden. De winnaar werd Greg Norman, dankzij een laatste ronde van 64. Hij won het Open ook in 1986.

## Top-10
| Nr | Speler          | Score           | Score | Prijs (£) |
| -- | --------------- | --------------- | ----- | --------- |
| 1  | Greg Norman     | 66-68-69-64=267 | –13   | 100.000   |
| 2  | Nick Faldo      | 69-63-70-67=269 | –11   | 80.000    |
| 3  | Bernhard Langer | 67-66-70-67=270 | –10   | 67.000    |
| T4 | Corey Pavin     | 68-66-68-70=272 | –8    | 50.500    |
| T4 | Peter Senior    | 66-69-70-67=272 | –8    | 50.500    |
| T6 | Ernie Els       | 68-69-69-68=274 | –6    | 33,167    |
| T6 | Paul Lawrie     | 72-68-69-65=274 | –6    | 33,167    |
| T6 | Nick Price      | 68-70-67-69=274 | –6    | 33,167    |
| T9 | Fred Couples    | 68-66-72-69=275 | –5    | 25.500    |
| T9 | Wayne Grady     | 74-68-64-69=275 | –5    | 25.500    |
| T9 | Scott Simpson   | 68-70-71-66=275 | –5    | 25.500    |

Vanaf 1970:
1970 ·
1971 ·
1972 ·
1973 ·
1974 ·
1975 ·
1976 ·
1977 ·
1978 ·
1979 ·
1980 ·
1981 ·
1982 ·
1983 ·
1984 ·
1985 ·
1986 ·
1987 ·
1988 ·
1989 ·
1990 ·
1991 ·
1992 ·
1993 ·
1994 ·
1995 ·
1996 ·
1997 ·
1998 ·
1999 ·
2000 ·
2001 ·
2002 ·
2003 ·
2004 ·
2005 ·
2006 ·
2007 ·
2008 ·
2009 ·
2010 ·
2011 ·
2012 ·
2013 ·
2014 ·
2015 ·
2016 ·
2017 ·
2018 ·
2019 ·
2020